# Алтернативен синод
Алтернативният синод е неканонична православна църква, възникнала в 1992 година в резултат на разкол в Българската православна църква (БПЦ). През 1992 година е извършен преврат в църковната организацияв нарушение на Устава на БПЦ и с подкрепата и помощта на управляващите политически сили. Новото ръководство на БПЦ е само частично признато в организацията. Разколниците са отстранени от ръководството на БПЦ и създават алтернативна православна църква в България.

## Предистория
На 7 март 1971 година умира патриарх Кирил Български. За наместник-председател на Светия синод е определен митрополит Максим Ловчански, който по устав трябва да организира избора на новия патриарх и да поиска съгласието на правителството за провеждането на епархийски избори за членове на Патриаршеския избирателен църковно-народен събор. Митрополит Максим не поисква такова съгласие. Вместо това по негово предложение на 1 април 1971 година Светият синод взима противоречащо на Устава на БПЦ решение да не се провежда избор на членове на Църковно-народния събор, а в събора да участват членовете на Църковно-народния събор от избора на патриарх Кирил, чийто 4-годишен мандат е изтекъл 16 години по-рано. На 8 март 1971 година Политбюро на ЦК на БКП взима решение „А“ № 145 да бъде издигната и поддържана кандидатурата на митрополит Максим за нов патриарх. На председателя на Комитета по църковните въпроси Михаил Кючюков е възложено да осигури избора. На 4 юли 1971 година Патриаршеският църковно-народен избирателен събор избира митрополит Максим за български патриарх и софийски митрополит. Избран е с 98 от 101 гласа.

## Развитие на разкола
Във връзка с тези факти на 18 май 1992 година 6 митрополити – Пимен Неврокопски, Стефан Великотърновски, Панкратий Старозагорски, Софроний Доростолски и Червенски, Калиник Врачански, Йоаникий Сливенски, излизат със следното изявление:
| „                  | Предвид опорочеността и нищожността на избора на патриарх Максим от 1971 г. трябва да се проведе нов избор на патриарх. С оглед на това и на основание чл. 17 от Устава на БПЦ следва да се избере наместник-председател на Св. Синод, който да поеме председателството на Св. Синод до избирането на патриарх | “ |
| Йоаникий Сливенски | |   |

| „ | Разколът бе по явна политическа поръчка. Там инструкторът бе Филип Димитров – убиецът на нашата Църква, човекът, който обяви война на Църквата и в България. | “ |
| Йосиф Босаков, митрополит на епархията на БПЦ в САЩ, Канада и Австралия, в интервю за в. „Монитор“ от 14 декември 2000 г. | |   |

Интересното в случая е, че върху публикувания на сайта www.pravoslavieto.com акт за избор на Максим за патриарх, стои подписът на самия главен разколник Пимен Неврокопски.
На 25 май същата година Дирекцията по вероизповеданията на МС издава акт № 92, с който официално обявява за незаконен дотогава действащия състав на Св. Синод като ръководен орган на БПЦ. След излизането на този акт, за наместник-председател на „алтернативния Синод“ е определен митрополит Пимен, като по този начин духовниците сами се отлъчват от Църквата по силата на Тридесето Апостолско Правило: „Ако някой епископ си послужи със светските власти, за да получи епископска власт в Църквата, да бъде низвергнат и отлъчен, както и всички, които се съобщават с него“.
На 1 юни по заповед на военния министър Александър Сталийски отборът по карате на ЦСКА окупира Синодалната палата. Под ръководството на Христофор Събев и на политици от СДС е завзета и Софийската семинария, следва и неуспешен опит за превземане на Софийската митрополия. Св. Синод обжалва двукратно решението на Дирекцията, но Върховният съд, Трето гражданско отделение отхвърля жалбата. На 11 юни Конституционният съд обявява за неконституционен действащия Закон за вероизповеданията.
През 1996 година „алтернативният синод“ свиква църковно-народен събор, който избира дядо Пимен за патриарх, а Крупнишкия епископ Инокентий – за софийски митрополит, като се нарушава Уставът на БПЦ, според който българският патриарх е и софийски митрополит. Президентът Петър Стоянов полага клетвата си при встъпване в длъжност именно пред „патриарх“ Пимен.
На 30 септември и 1 октомври 1998 година в храм „Св. Александър Невски“ е проведен разширен, надюрисдикционен всеправославен събор с участието на предстоятели и представители от всички автокефални и автономни православни църкви, който обявява избора на патриарх Максим за каноничен. Съборът приема разкаянието на митрополит Калиник (възстановен като Врачански митрополит) и „патриарх“ Пимен (останал на разположение на Св. Синод с титлата бивш Неврокопски митрополит).
През април 1999 година след няколкомесечно боледуване на 93-годишна възраст умира дядо Пимен. Разколниците избират „митрополит“ Инокентий за наместник-председател на „алтернативния синод“.
В първия ден на XXXIX народно събрание народният представител от НДСВ Борислав Цеков внася законопроект за вероизповеданията. Законът е приет в края на 2002 година. На 21 юли 2004 г., със знанието на президента и министър-председателя и с разрешението на бившия главен прокурор Никола Филчев, е проведена полицейска акция „Расо“, която връща на Св. Синод храмовете, отнети от „алтернативния синод“. Разколниците завеждат иск за 200 милиона евро в Европейския съд по човешките права в Страсбург, които държавата да им плати като компенсация за „неправомерното им изгонване от храмовете“.
От началото на 2005 година „алтернативният синод“ се води официално от 90-годишния епископ Борис Пловдивски. След смъртта му на 22 март 2006 г. начело на Синода е отново Инокентий.

## Край на разкола
През май 2010 година епископ Йоан (Ранков) съобщи чрез масмедиите, че Алтернативният синод е изпратил писмо до архиереите на Светия синод на БПЦ, в което се обявява за помирение и единство с каноничната Църква. Решението е било подкрепено от Инокентий, от епископ Йоан и от о. Николай Николов. Против са били Гервасий (Патъров) и Камен Бараков. Йоан е заявил още, че ще следва тази посока, като се разграничава от действията на Гервасий и Камен Бараков, които все още не искат да се помирят с каноничната Църква.
На 26 ноември 2012 г. главата на „алтернативния синод“ „митрополит“ Инокентий прави изявление, че се връща в лоното на БПЦ като епископ Крупнишки. В началото на декември митрополит Кирил Варненски и Великопреславски каза, че 15 свещеници от Софийска епархия са заявили, че искат да се върнат към БПЦ, има желаещи и от другите епрахии, но техните писма ще бъдат разгледани от съответните епархийски съвети, а не от Св. Синод. Св. Синод в заседанието си на 11 декември 2012 г., след като разглежда покайната молба на Крупнишкия епископ Инокентий и неговата писмена декларация, с която се отрича от титлата „софийски митрополит и наместник-председател на Св. Синод“ и от всички извършени от него хиротонии след 1 октомври 1998 година, решава да го приеме в лоното на БПЦ – БП и по молба на Старозагорския митрополит Галактион му определя църковно послушание да бъде негов викариен епископ.

## Епископат
Предстоятели
- Пимен (Енев), неврокопски митрополит, председател на Синода (18 май 1992 – 4 юли 1996), патриарх (4 юли 1996 – 10 април 1999)
- Инокентий (Петров), софийски митрополит, патриаршески местоблюстител, (10 април 1999 – начало на 2005)
- Борис (Богоев), пловдивски епископ, председател на Синода (начало на 2005 – 22 март 2006)
- Инокентий (Петров), софийски митрополит (22 март 2006 – ноември 2012)

Епископи
- Пимен (Енев), неврокопски митрополит (18 май 1992 – 1 октомври 1998), покаял се и приет обратно в лоното на БПЦ
- Стефан (Стайков), великотърновски митрополит (18 май 1992 – май 1995), покаял се и приет обратно в лоното на БПЦ
- Панкратий (Дончев), старозагорски митрополит (18 май 1992 – 12 декември 1995), покаял се и приет обратно в лоното на БПЦ
- Софроний (Стойчев), доростолски и червенски митрополит (18 май 1992 – юли 1992),  обратно в лоното на БПЦ
- Галактион (Табаков), велички епископ (18 май 1992 – 12 декември 1995), покаял се и приет обратно в лоното на БПЦ
- Калиник (Александров), врачански митрополит (18 май 1992 – 1 октомври 1998), покаял се и приет обратно в лоното на БПЦ
- Антоний (Костов), проватски епископ (18 май 1992 — 2 август 1995), покаял се и приет обратно в лоното на БПЦ[9]
- Христофор (Събев), макариополски епископ (26 май 1992 – юни 1993), минал в друга разколническа юрисдикция
- Борис (Богоев), тивериополски епископ (26 юля 1992 – 1992), пловдивски митрополит (след 1992 – 22 март 2006), умрял
- Гавриил (Галев), стобийски епископ (27 август 1992 – 1 октомври 1998), неврокопски митрополит (26 юни 1999[10] – 2 януари 2008), умрял
- Авенир (Арнаудов), Западноевропейски митрополит (14 септември 1992 – 1 октомври 1998), покаял се и приет обратно в лоното на БПЦ
- Генадий (Вълчев), мелнишки епископ (9 ноември 1992 – 1 октомври 1998), покаял се и приет обратно в лоното на БПЦ
- Павел (Петров), тивериополски епископ (12 декември 1992 – 1 октомври 1998), покаял се и приет обратно в лоното на БПЦ
- Евлогий, станимашки епископ, адрианополски епископ (10 февруари 1993 – 20 ноември 2009), управляващ Пловдивската епархия (22 март 2006 – 20 ноември 2009), умрял
- Амвросий (Парашкевов), видински митрополит (3 април 1994 – 1 октомври 1998), покаял се и приет обратно в лоното на БПЦ
- Инокентий (Петров), крупнишки епископ (19 май 1994 – 1994), софийски митрополит (1994 – 11 декември 2012), покаял се и приет обратно в лоното на БПЦ
- Никон (Лалков), агатополски епископ (31 август 1994 – 1 октомври 1998), покаял се и приет обратно в лоното на БПЦ
- Теодосий (Купичков), деволски епископ (19 февруари 1997 – 1 октомври 1998), покаял се и приет обратно в лоното на БПЦ
- Константин (Петров), знеполски епископ (27 август 1997 – 1 октомври 1998), покаял се и приет обратно в лоното на БПЦ
- Яков (Тасев), месемврийски епископ (19 октомври 1997 – 1 октомври 1998), покаял се и приет обратно в лоното на БПЦ
- Даниил (Стойков), стобийски епископ (28 септември 1999 – 2004), управляващ Пловдивската епархия (1999 – 2001), управляващ Бургаско-дебелтската епархия (2001 – 2004), създал своя юрисдикция
- Гервасий (Патъров), браницки епископ, управляващ Неврокопската епархия (1999 – април 2002 и октомври 2003 – юли 2009), неврокопски митрополит (юли 2009 – февруари 2010)
- Климент (Буренков), крупнишки епископ, управлващ Западноевропейската епархия (8 септември 2000 – ?)
- Кирил, константийски епископ (28 декември 2000 – ?)
- Йоан (Ранков), траянополски епископ (8 септември 2002 – 24 май 2010), проватски епископ, покаял се
- Висарион (Добрев), агатополски епископ (28 февруари 2010 – 15 септември 2013), минал в Миланския синод